# Diana Wilkinson
Diana Elizabeth Wilkinson (Stockport, Reino Unido, 17 de marzo de 1944) es una nadadora retirada especializada en pruebas de estilo libre. Fue subcampeona de Europa en 100 metros libres durante el Campeonato Europeo de Natación de 1962.

## Palmarés internacional
| Campeonato Europeo de Natación | Campeonato Europeo de Natación | Campeonato Europeo de Natación | Campeonato Europeo de Natación |
| Año                            | Lugar                          | Medalla                        | Prueba                         |
| ------------------------------ | ------------------------------ | ------------------------------ | ------------------------------ |
| 1958                           | Budapest ( Hungría)            | Medalla de plata               | 4 × 100 m libre                |
| 1958                           | Budapest ( Hungría)            | Medalla de bronce              | 4 × 100 m estilos              |
| 1962                           | Leipzig ( Alemania)            | Medalla de plata               | 100 m libres                   |
| 1962                           | Leipzig ( Alemania)            | Medalla de plata               | 4 × 100 m libres               |
| 1962                           | Leipzig ( Alemania)            | Medalla de bronce              | 4 × 100 m estilos              |